# Brigitte Hermann
 (février 2014).
Si vous disposez d'ouvrages ou d'articles de référence ou si vous connaissez des sites web de qualité traitant du thème abordé ici, merci de compléter l'article en donnant les références utiles à sa vérifiabilité et en les liant à la section « Notes et références ».
Œuvres principales
- Descartes, histoire de mon esprit ou le roman de la vie de René Descartes (1996)
- Kandinsky, sa vie (2009)
- La Demoiselle savante (2003)
- Camarades (2009)

Brigitte Hermann, née le 24 février 1950 à Annecy, est une romancière et biographe française. Elle est également historienne d'art spécialisée dans les avant-gardes.

## Biographie
Issue d'une famille d'artistes, fille du peintre Georges Hermann et de l'écrivain et historienne de la Savoie Marie-Thérèse Hermann, Brigitte Hermann passe son enfance et son adolescence à Annecy puis étudie l'histoire de l'art et la philosophie à Lyon et Paris. Elle est membre de l'Académie florimontane et membre de la Société internationale pour l'étude des femmes de l'Ancien Régime.
Dès ses études d'histoire de l'art et de philosophie, et pratiquant elle-même le dessin et la peinture, Brigitte Hermann s'intéresse au processus créatif des artistes en privilégiant un travail de terrain. Ses premières recherches se portent sur la bande dessinée. Au cours d'un séjour en Belgique, elle rencontre et interroge les dessinateurs et scénaristes des écoles belges du Journal de Tintin (Hergé, Jacques Laudy, Jacques Van Melkebeke, Bob de Moor, Willy Vandersteen, Jean Graton, Jacques Martin, François Craenhals, Tibet, Uderzo, Greg, Duchâteau, Derib, Hugo Pratt…) et du Journal de Spirou (Franquin, Jijé, Peyo, Tillieux, Macherot, Walthéry, le groupe des dessinateurs des Belles histoires de l'oncle Paul…), les dessinateurs, illustrateurs et cinéastes d'animation français (Étienne Le Rallic, Manon Iessel, Samivel, Jean Trubert, Paul Grimault, Jean Image). À l'issue de cette enquête, elle soutient en 1976 devant un jury composé de Marc Le Bot, Jean Laude et Jacques Goimard, une thèse sur la naissance d'un genre : Histoire de la bande dessinée belge d'expression française, contribution à l'histoire des arts graphiques contemporains (Paris I Panthéon-Sorbonne, 1976, 3 vol, 956p).
Durant ces années de thèse, elle est portraitiste à Montmartre puis animatrice de dessin animé avec Michel Ocelot (série Les Aventures de Gédéon d'après Benjamin Rabier pour TF1) et Catherine Chaillet (Les Tifins, habillage graphique de TF1). Elle prépare alors un projet de dessin animé sur la vie et les rêves de Descartes, repris plus tard sous forme de roman. Elle entre après cela dans l'édition (Academy Editions, Berger-Levrault, Philippe Sers Éditeur). Elle se spécialise dans l'histoire des avant-gardes et en particulier du constructivisme russe, les débuts de l'abstraction, les femmes artistes.
À partir de 1996, elle se consacre à écrire des romans, des biographies et biographies romancées documentées. Elle écrit ainsi l'histoire de vies marquées par des engagements ou des ruptures comme celles de Descartes, d'Anne-Marie de Schurman, de Kandinsky, des romans comme Camarades qui évoque la jeunesse utopique de l'avant-mai 68 ou Les Trois Maîtres, histoire d'un jeune homme qui apprend à peindre.

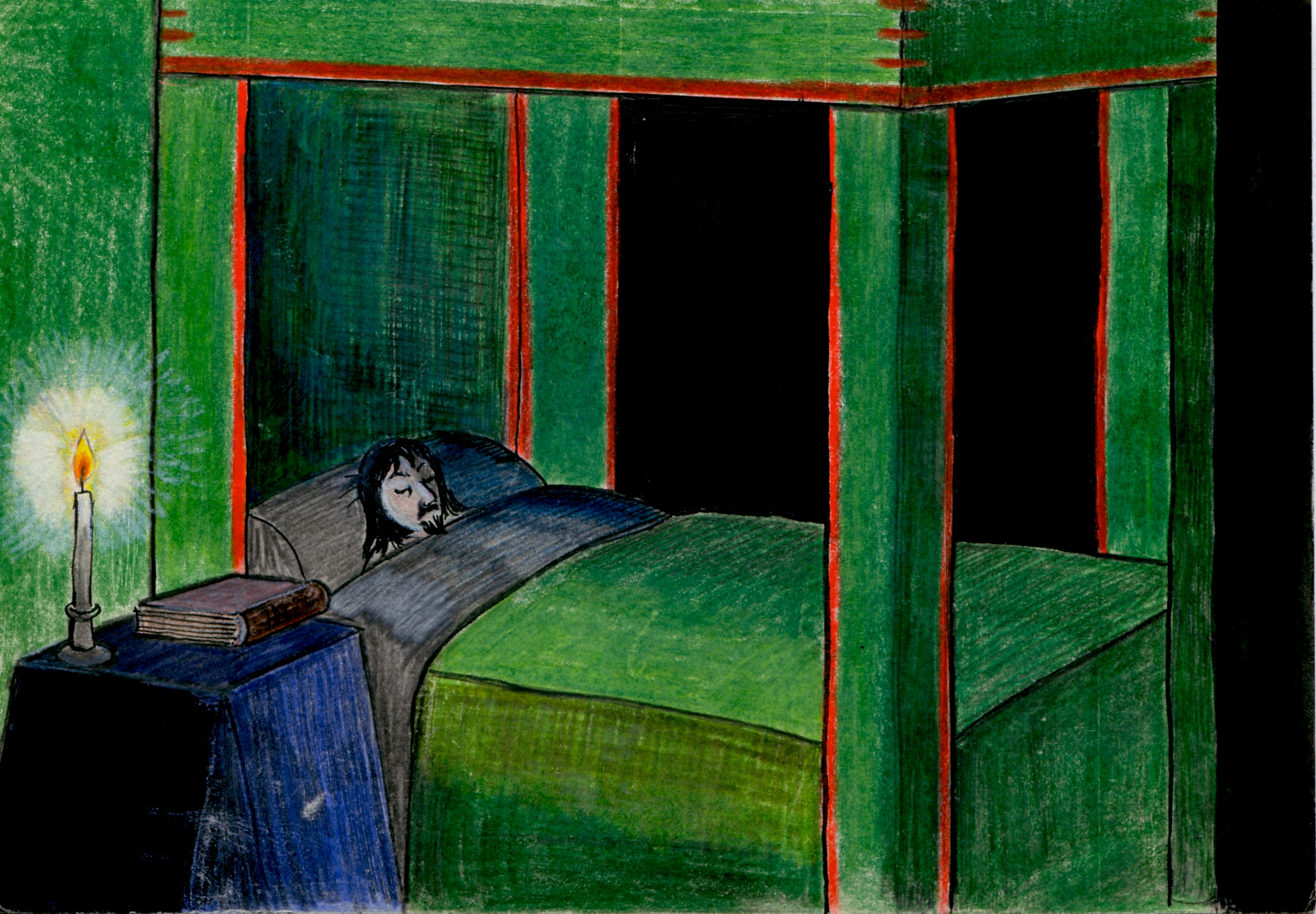
Extrait du projet de Dessin Animé Les Trois rêves de Descartes.

## Œuvres
(septembre 2024).

### Romans et biographies
- 1996 : Histoire de mon esprit, ou le roman de la vie de René Descartes, Bartillat (biographie romancée) repris par France-Loisirs 1997. Prix Thyde Monnier de la Société des gens de Lettres.
- 2003 : La Demoiselle savante. Histoire d'Anne Marie de Schurman, Bartillat (biographie romancée)
- 2009 : Camarades, Infolio (roman)
- 2009 : Kandinsky, sa vie, Hazan (biographie)

### Articles et contributions
- « La Vie littéraire à Annecy après 1945 », Congrès des Sociétés savantes de Savoie, Savoie et littérature, Chambéry, 2012.
- Paris aux noms des femmes, Paris, Descartes & Cie, 2005. Réédition sous le titre Reines et résistantes, Guide du Paris des femmes, rues, places et autres lieux, Paris, Descartes & Cie, 2012.
- Paris 15e, balades et bonnes adresses, Paris, Christine Bonneton éditeur, 2010.
- Incertaines rencontres du mot et de l'image chez les groupes "pré-dadaïstes" à Paris (hydropathes, incohérents, groupe du Chat Noir), Le Mot et l'image, Institut culturel Roumain, Sibiu-Bucarest, 2008.
- Paris sacré, Paris, Christine Bonneton éditeur, 2007
- "Plaisirs (et déconvenues) de la culture en Haute-Savoie, le combat pour les arts plastiques de Peuple et Culture Annecy", Congrès des Sociétés savantes, Les Plaisirs en Savoie, La Roche-sur-Foron, 2006.
- "Le château d'Arcine à Saint-Pierre de Rumilly au début du XXe siècle : un foyer russe en Savoie", Congrès des Sociétés savantes de Savoie, Échanges et voyages en Savoie, 2006.
- "Folie, visions et magie à la cour de Savoie : la vie de Bernard Bluet d'Arbères, comte de Permission, visionnaire et domestique du duc de Savoie Charles-Emmanuel Ier 1566-1606", Revue savoisienne.
- "Marina Tsvetaieva", in Rilke, Tsvetaieva, Pasternak, amitiés russes, Sierre, 2006.
- George Aldor (1910-1999), Paris, Denise Zayan, 2003.
- “Le bienheureux Pierre Favre, et l'Europe de la communion des saints ”, Congrès des Sociétés savantes de Savoie, La Savoie et l'Europe, Moûtiers, 2000.
- Paris sacré (ouvrage collectif), Christine Bonneton éditeur.
- “Un ami piémontais de René Descartes: Alphonse de Pollot”, Revue savoisienne, 1999.
- Un prophète persan à Thonon-Les Bains, Genève, Nicolas Junod, 1998.
- “Artisans de la région d’Annecy”, Animan, Lausanne, 1998.
- "De la Lituanie à la Savoie, La vie et l'œuvre de Georges Hermann I et Georges Hermann II" , Congrès des Sociétés savantes de Savoie, Artistes en Savoie, Thonon-Les-Bains, 1998.
- “Une poétesse russe en Savoie, Marina Tsvétaeva”, Revue savoisienne, 1997.
- “Lybinka”, Belgrade, 1990.
- Alexandre Rodtchenko, écrits complets sur l'art, l'architecture et la révolution (avec Alexandre Lavrentiev), Paris, Philippe Sers éditeur, 1988.
- “Kao Sing Liu, peinture et méditation”, musée du Cloître, Tulle, 1988.
- “Claude Vibrac”, musée du château, Montbéliard, 1984.
- Pionniers de la photographie russe, catalogue de l’exposition du Musée des arts décoratifs, Paris, 1983.
- “Jawlensky”, Beaux-arts magazine, 1983.
- “1930 : naissance d’une avant-garde en photographie", Art Press, 1982.
- Berenice Abbott, photographe américaine, Paris, 1982.
- Man Ray photographe, catalogue de l’exposition, Paris, Philippe Sers/Centre Georges Pompidou, 1980.
- "Charlotte Perriand, architecte" Architectural Design, 1980.
- Le Maréchal-ferrand, (avec Catherine Vaudour, préface de Bernard Clavel), Paris, Berger-Levrault, 1979.
- "Entretien avec Sonia Delaunay", Architectural Design, 1979.
- “Viollet le Duc”, Architectural Design, 1979.
- “Une Ville d’eau savoyarde, Aix-Les-Bains”, Congrès des sociétés savantes de Savoie, Aix-les Bains, 1978.
- "Claude Serres", Carton, 1978.
- "Samivel", Carton, 1978.
- "Maurice Tillieux", Les Cahiers de la bande dessinée, 1977.
- “Production et typologie d’une poterie savoyarde: Reinex”, Métiers et industrie en Savoie, Annecy 1976.
- “Les Écoles de Spirou et Tintin”, Trouvailles, 1976.
- “Georges Pichard”, Les Cahiers de la bande dessinée N°27, 1975.
- “La Bande dessinée et la politique”, Anthinéa, mars avril 1974.
- “Georges Hermann”, musée d’Annecy, 1973.
- "Raymond Macherot", Les Cahiers de la bande dessinée, 1973.